# Genthin
Genthin település Németországban, azon belül Szász-Anhalt tartományban. Lakosainak száma 13 646 fő (2023. december 31.).

## Népesség
A település népességének változása:
| Lakosok száma | 14 610 | 14 138 | 13 985 | 13 402 | 13 685 | 13 646 |
|               | 2015   | 2017   | 2019   | 2021   | 2022   | 2023   |